# 达维德·克赖纳
达维德·克赖纳（德語：David Kreiner，1981年3月8日—），奥地利男子北欧两项运动员。他曾代表奥地利参加2010年冬季奥林匹克运动会北欧两项比赛，获得团体高跳台/4×5公里接力金牌。